# Verantwortungsgemeinschaft
Der Begriff Verantwortungsgemeinschaft wird mit unterschiedlichen Bedeutungen verwendet. Verantwortungsgemeinschaft steht allgemein für einen Zusammenschluss von Personen, die gemeinsam für ein Anliegen Verantwortung übernehmen. Etabliert ist die Verantwortungsgemeinschaft im Kinderschutz. Als Schlagwort für ein geplantes alternatives Rechtsinstitut für eine Lebensgemeinschaft neben der Ehe wurde es in Deutschland im Jahr 2024 bekannt. Der Begriff wird auch für Kooperationen zwischen Staaten genutzt (Zitat: Mit der Schlussakte von Helsinki einigten sich die Blöcke auf eine Werte- und Verantwortungsgemeinschaft).

## Verantwortungsgemeinschaft im Kinderschutz
Im Kinderschutz wird das Zusammenwirken der unterschiedlichen Akteure vielfach mit dem Begriff der Verantwortungsgemeinschaft umschrieben. Danach üben vor allem die Einrichtungen der Jugendhilfe, der Familiengerichtsbarkeit, der Schulen, der Gesundheitsversorgung, der Polizei die Aktivitäten zur Sicherung des Kindeswohls nach Art. 6 Abs. 2 GG gemeinsam aus.

## Verantwortungsgemeinschaft als geplantes Rechtsinstitut in Deutschland
Im Koalitionsvertrag der 20. Wahlperiode des deutschen Bundestages wurde Verantwortungsgemeinschaft als ein geplantes neues Rechtsinstitut festgeschrieben, das es Menschen ermöglichen soll, rechtlich füreinander Verantwortung zu übernehmen, auch wenn sie nicht miteinander verheiratet oder verwandt sind. Als Vorbild wird der in Frankreich seit 1999 existierende Zivile Solidaritätspakt (französisch: pacte civile de solidarité) PACS genannt.
2024 wurde vom deutschen Bundesministerium für Justiz ein Eckpunktepapier zur Vorbereitung eines Gesetzesvorhabens vorgelegt.

### Hintergrund und Ziele
- Vielfalt der Lebensformen: Immer mehr Menschen leben in Formen zusammen, die nicht der klassischen Ehe oder Familie entsprechen (z. B. Senioren-WGs, Wohngemeinschaften von Freunden, Alleinerziehende, die sich gegenseitig unterstützen).
- Rechtliche Absicherung: Diese Beziehungen sollen einen rechtlich verbindlichen Rahmen erhalten, um die Übernahme von Verantwortung im Alltag zu erleichtern und abzusichern.

Die Verantwortungsgemeinschaft ist ausdrücklich nicht als Konkurrenz zur Ehe gedacht. Sie soll keine Auswirkungen auf das Eltern-Kind-Verhältnis, das Namensrecht, das Erbrecht oder Steuererleichterungen haben.

### Wesentliche Merkmale
- Personenkreis: Eine Verantwortungsgemeinschaft soll von mindestens zwei bis maximal sechs volljährigen Personen geschlossen werden können, die nicht miteinander verheiratet, verpartnert oder in gerader Linie verwandt sind.
- Persönliches Näheverhältnis: Voraussetzung ist ein tatsächliches persönliches Näheverhältnis zwischen den Beteiligten. Ein Zusammenleben ist nicht zwingend erforderlich.
- Notarielle Beurkundung: Der Vertrag über eine Verantwortungsgemeinschaft soll notariell beurkundet werden, um eine umfassende Aufklärung über die Rechtsfolgen zu gewährleisten.

### Geplante Inhalte
Geplant ist ein Stufenmodell mit verschiedenen Modulen, die individuell kombiniert werden können:
- Grundstufe: Enthält grundlegende Rechtsfolgen, wie die Berücksichtigung bei der Auswahl eines rechtlichen Betreuers oder die Möglichkeit der Organspende.
- Aufbaustufe (Module): Hier können die Parteien zusätzliche Vereinbarungen treffen, zum Beispiel zu:
  - Auskunfts- und Vertretungsrecht in Gesundheitsangelegenheiten
  - Regelungen zum Zusammenleben (z. B. gemeinsame Haushaltsführung)
  - Pflege und Fürsorge
  - Vermögensausgleich bei Beendigung der Gemeinschaft (ähnlich einer Zugewinngemeinschaft, aber nur für zwei Personen).

### Beendigung
Die Beendigung der Verantwortungsgemeinschaft soll jederzeit durch konsensualen Vertrag, der Austritt durch einseitige Erklärung möglich sein.

### Kritik
Die Bundesrechtsanwaltskammer äußerte in einer Stellungnahme Kritik am Konzeptpapier des Bundesministeriums für Justiz zur Verantwortungsgemeinschaft. Demnach bestünde keine Bedarf für ein solches Instrument. Bereits jetzt böten die Regelungen des Zivilrechts ausreichende Möglichkeiten zur Absicherung und zur Übernahme von Verantwortung unabhängig von einer geschlossenen Ehe. Der Deutsche Juristinnenbund und die Konrad-Adenauer-Stiftung warnten davor, dass das Konzept bei Vertragsauflösung zur Benachteiligung der finanziell schlechter gestellten Vertragspartner, also primär von Frauen, führen könne.

## Verantwortungsgemeinschaft als Thema in der Schweiz
Die Verantwortungsgemeinschaft ist in der Schweiz aktuell kein etablierter Rechtsbegriff. Diskutiert wird die gesetzliche Einrichtung eines Pacte civil de solidarité (PACS) als neue Form der Paarbeziehungen, neben der Ehe, eingetragener Partnerschaft und Konkubinat. Paaren soll auf niederschwellige Weise ermöglicht werden, sich für die Zeit der Gemeinschaft gegenseitig persönlichen und wirtschaftlichen Beistand und Unterstützung zu versprechen.